# Richard Brekle
Richard Brekle, nemški general in vojaški zdravnik, * 30. marec 1879, Stuttgart, † 12. september 1941, Stuttgart.

## Življenjepis
V Reichswehru je bil divizijski poveljnik 2. divizije (1930–32), nato pa glavni zdravnik 2. poveljstva skupine Kassel (1932–34), nakar se je upokojil.
Leta 1939 je bil aktiviran, nakar je bil do svoje smrti zdravnik v zaledju 5. armadnega korpusa.